# Richie Faulkner

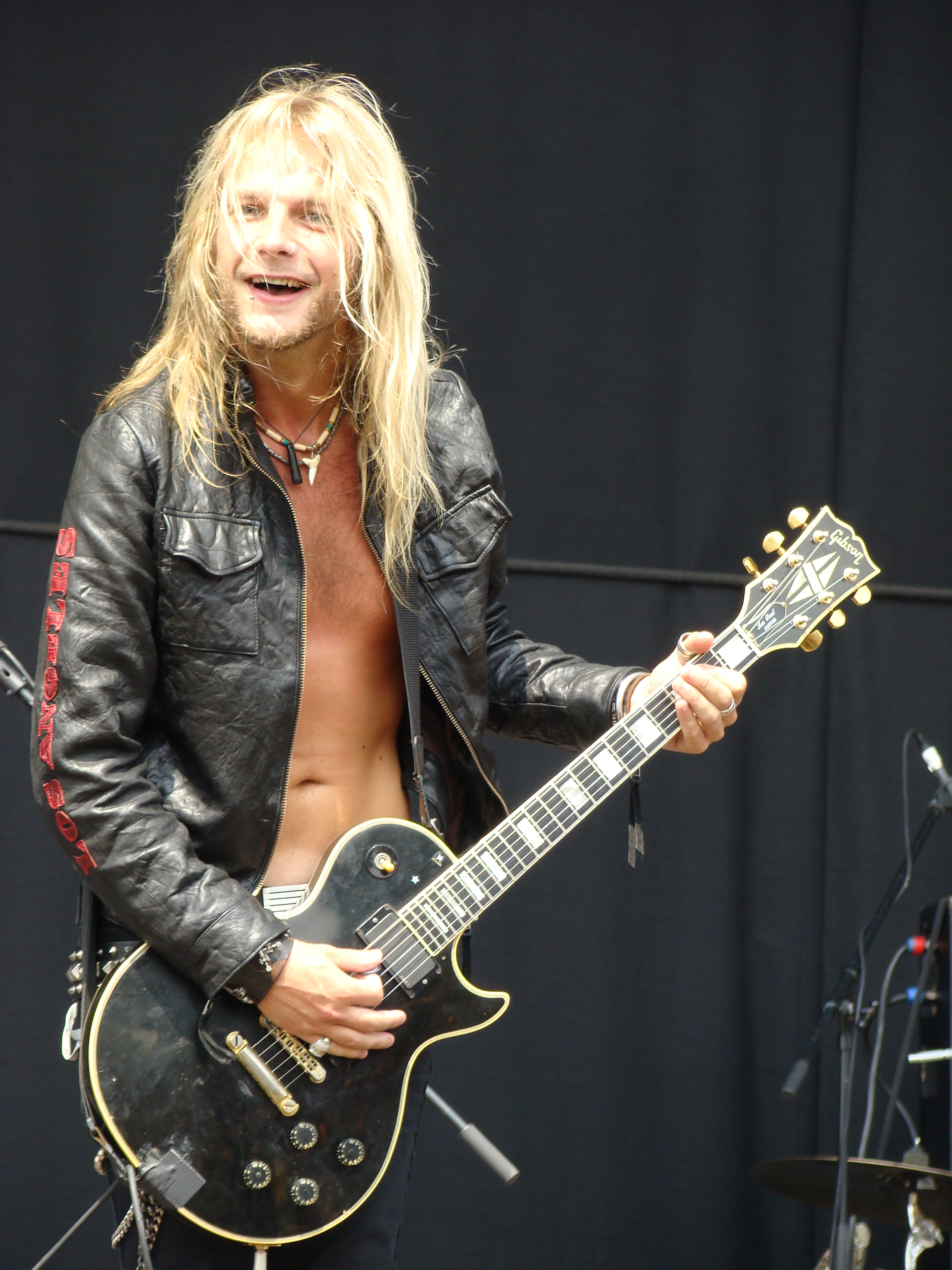
Faulkner bei einem Live-Auftritt, 2009

Richard Ian Faulkner (* 1. Januar 1980 in London) ist ein britischer Gitarrist, der seit 2011 der britischen Heavy-Metal-Band Judas Priest angehört.

## Biografie

### Kindheit und Jugend
Nachdem er seine Eltern davon überzeugt hatte, dass sein Klavierunterricht zu langweilig für ihn sei, bekam Richie Faulkner im Alter von neun Jahren seine erste E-Gitarre. Von Jimi Hendrix inspiriert begann er, dessen Songs nachzuspielen und hatte bereits im Alter von 13 Jahren seine ersten Auftritte in Londoner Kneipen.

### Musikalischer Werdegang
Richie Faulkner spielte zunächst bei Dirty Deeds und Voodoo Six, bevor er sich 2005 der Band von Lauren Harris – der Tochter des Iron-Maiden-Bassisten Steve Harris – anschloss. Es folgten Live-Auftritte bei Festivals sowie im Vorprogramm von Bands wie Iron Maiden und Within Temptation. 2008 wurde das Album Calm Before the Storm veröffentlicht.
Am 20. April 2011 gab die britische Heavy-Metal-Band Judas Priest bekannt, dass deren langjähriger Gitarrist K. K. Downing die Band verlassen hat. Zugleich wurde Richie Faulkner als dessen Nachfolger präsentiert.
Seinen ersten Auftritt mit Judas Priest hatte Faulkner am 25. Mai 2011, als die Band die Songs Living After Midnight und Breaking the Law in der US-Fernsehshow American Idol spielte.
Am 7. Juni 2011 begann die Epitaph World Tour, Faulkners erste Tournee mit Judas Priest. Von dem Abschlusskonzert der Tournee, das am 26. Mai 2012 in London stattfand, wurde eine DVD mit dem Titel Epitaph veröffentlicht.
Das erste Studioalbum von Judas Priest mit Richie Faulkner erschien im Juli 2014 unter dem Titel Redeemer of Souls. Gemeinsam mit Glenn Tipton und Rob Halford schrieb und arrangierte Faulkner sämtliche Songs des Albums.

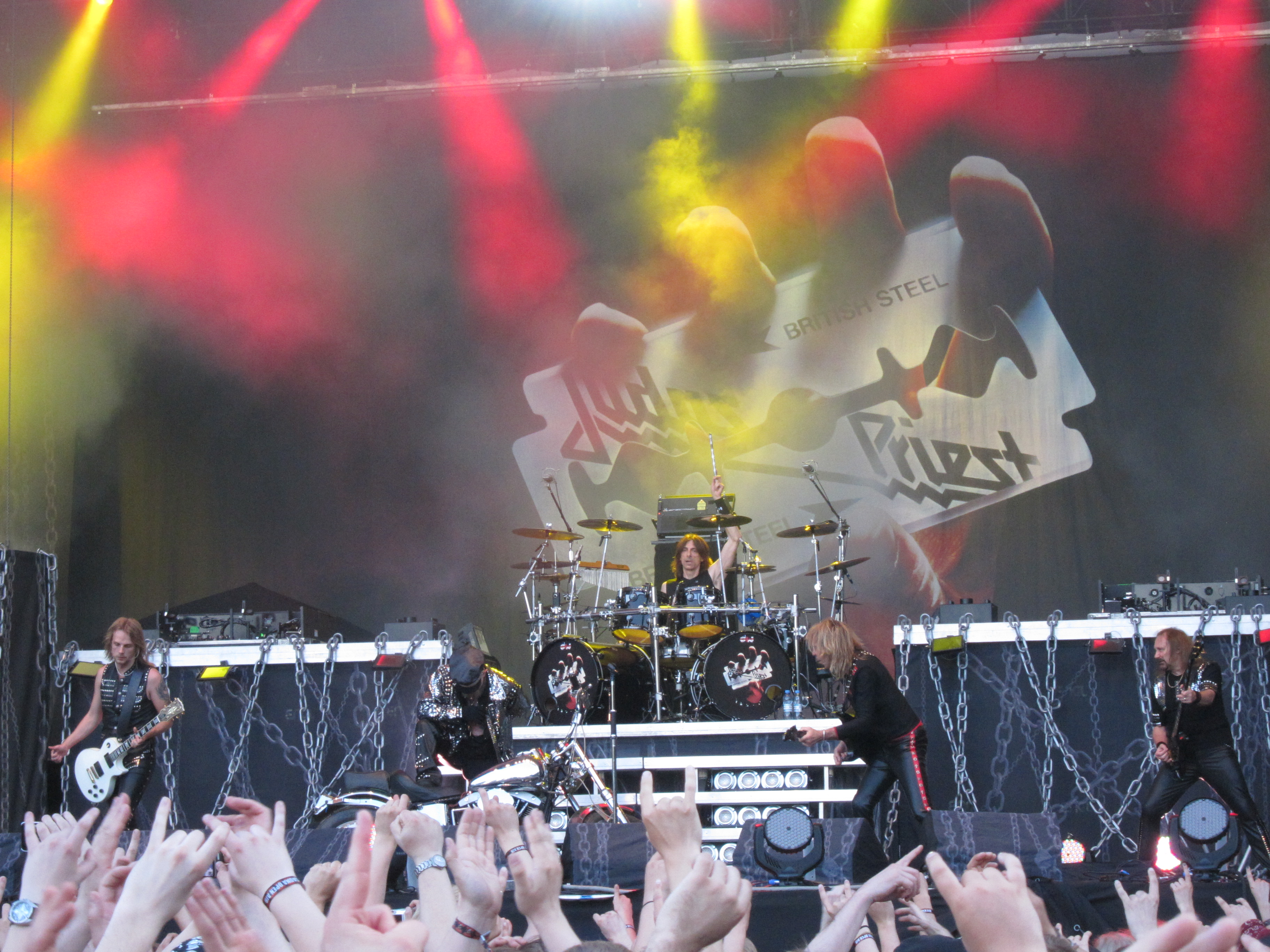
Richie Faulkner (links) mit Judas Priest beim Sauna Open Air 2011 in Tampere, Finnland

Seit Oktober 2022 ist Faulkner Mitglied der neu gegründeten Heavy Metal Supergroup Elegant Weapons. Weitere Mitglieder sind neben seinem Bandkollegen Scott Travis (Judas Priest) der Bassist Rex Brown (Pantera),  und der Sänger Ronnie Romero  (Rainbow, Michael Schenker Group).

### Trivia
Neben Jimi Hendrix zählt Richie Faulkner unter anderem die Bands UFO, Black Sabbath, Iron Maiden, Pantera und Metallica zu seinen musikalischen Einflüssen.
Richie Faulkner engagierte sich auch bei weiteren Bands (Ace Mafia,  Parramon) und Projekten. Für das Heavy-Metal-Album Charlemagne: The Omens of Death von Christopher Lee, das am 27. Mai 2013 veröffentlicht wurde, arrangierte er die Musik.
Im September 2021 erlitt Faulkner bei einem Auftritt der Band beim Louder-Than-Life-Festival in Louisville, Kentucky, während des letzten Songs Painkiller eine Aortendissektion, einen lebensbedrohlichen Einriss der Aortenwand. Da sich unweit des Veranstaltungsorts eine Klinik befindet, konnte er durch eine zehneinhalbstündige Operation gerettet werden. Die Tour von Judas Priest wurde daraufhin unterbrochen.

## Diskografie

### Alben

#### Mit Dirty Deeds
- 2002: Blown

#### Mit Voodoo Six
- 2006: Feed My Soul

#### Mit Lauren Harris
- 2008: Calm Before the Storm

#### Mit Ace Mafia
- 2009: Vicious Circle

#### Mit Parramon
- 2010: Dead People

#### Mit Christopher Lee
- 2013: Charlemagne: The Omens of Death

#### Mit Judas Priest
- 2014: Redeemer of Souls
- 2016: Battle Cry
- 2018: Firepower
- 2024: Invincible Shield

### DVDs

#### Mit Judas Priest
- 2013: Epitaph
- 2016: Battle Cry